# 川原ちかよ
川原 ちかよ（かわはら ちかよ、6月3日- ）は、京都府京都市出身のラジオパーソナリティである。血液型はB型。本名：川原 近代（読みは同じ） 。

## プロフィール
- 京都府立洛北高等学校卒業[1]。

- 学生時代からエフエム京都（α-STATION）の『STARDUST PARADE』でアシスタントディレクターを務めていたが、同局でDJを務める谷口キヨコの紹介により『テレビのツボ』（毎日放送）に出演。以来京都・大阪の各局で数多くのラジオ番組を担当する。

- その谷口キヨコに負けず劣らずのハイトーンな声、ハイテンションなトークが特徴的である。

- aikoとはFM大阪でのオーディションの際同期で今も親交がある。

- 多数のミュージシャンと親交が深い。

- 2021年4月からα-STATION・FM大阪・Kiss FM KOBEの京阪神FM3局共同制作番組『Saturday Junction』ではα-STATION担当を務める[2]。
- グルメが好きで食の保守派・飯テロDJとも呼ばれ、グルメイベントの司会も務める。2023年から『よ～いドン!』本日のオススメ3コーナーで、グルメのプロとしてオススメグルメを紹介することもある。

- パンダ、中でもシャンシャンが好き。『Saturday Junction』では「サタデーパンダ」コーナーを設けたり、FM大阪回でパンダ愛好家としても電話出演するなど、パンダや動物大好きキャラとして知られる。2023年3月、ABCラジオ『ますだおかだ増田のラジオハンター!』に「パンダハンター」として出演[3]。

- スポーツが好きで、野球は阪神タイガースファン。2023年11月5日・日本シリーズ第7戦、京セラドーム現地で阪神38年ぶり日本一の瞬間を見届けた[4]。

## 出演番組

### 現在
α-STATION
- MUSIC MATCH （火曜日19：00－21：00）
- Saturday Junction α-STATION担当（α-STATION・FM大阪・Kiss FM KOBE共同制作、土曜 11:00 - 12:55、2021年4月 - ）京都・大阪・神戸が週替わりで担当
- ぴよぴよラジオ/ひよこで踊るラジオ

### 過去
α-STATION
- OKAZAKI LOOPS（日曜 19:30 - 20:00）[注 1]
- Let’s KYO Together (日曜 9:50～10:00)
- RADIANT MORNING (日曜 7:00～10:00)
- α-KYOTO CONTENTS FILE（日曜 7:00〜12:00）
- KYOTO AIR LOUNGE（水・木曜[注 2] → 水曜[注 3]  16:00〜19:00）
- STARDUST PARADE（毎週金曜 22:00〜24:00）
- MOJO WEST MUSIC SELECTION（毎週土曜 24:00〜25:00）
- BURNIN' POCKET
- α-MONTHLY COLORS
- i-MAGINARY PLANET
- KYOTO STYLE
- OLD PAL
- SPURT! FRIDAY（金曜11:00 - 14:00）
- J-AC TOP40　※谷口キヨコのピンチヒッターとして
- MUSIC FACTORY
- LIFTほか

fm osaka
- COUNTDOWN KANSAI

ラジオ大阪
- OBCブンブンリクエスト
- 林ひろし MY SOUND CAFE

ほか